# Bébé colle les timbres
Bébé colle les timbres és una pel·lícula muda francesa escrita i dirigida per Louis Feuillade i estrenada el 17 de maig de 1912.
Aquesta pel·lícula forma part de la sèrie Bébé.

## Repartiment
- René Dary : Bébé (com Clément Mary)
- Renée Carl : Madame Labèbe, la mama
- Paul Manson : el pare